# Ежов, Игорь Матвеевич
И́горь Матве́евич Ежо́в (13 сентября 1921, Симбирск (ныне Ульяновск), РСФСР — 22 апреля 1980, Москва, РСФСР, СССР) — советский дипломат. Чрезвычайный и полномочный посол.

## Биография
Член ВКП(б)/КПСС. Окончил Московский государственный университет (1944).
- В 1945—1950 годах — сотрудник дипломатической миссии СССР в Финляндии.
- В 1950—1955 годах — сотрудник центрального аппарата МИД СССР.
- В 1955—1959 годах — сотрудник посольства СССР в Швейцарии.
- В 1959—1961 годах — советник посольства СССР во Франции.
- В 1961—1963 годах — заместитель заведующего Отделом печати МИД СССР.
- С 28 января 1963 по 21 марта 1967 года — чрезвычайный и полномочный посол СССР в Люксембурге.
- В 1967—1973 годах — на ответственной работе в центральном аппарате МИД СССР.
- С 1 марта 1973 по 12 марта 1976 года — чрезвычайный и полномочный посол СССР в Греции.
- В 1976—1977 годах — заведующий Отделом по культурным связям с зарубежными странами МИД СССР.
- В 1977—1980 годах — генеральный секретарь МИД СССР, член Коллегии МИД СССР.

Похоронен на Кунцевском кладбище.